# 314650 Neilnorman
314650 Neilnorman este o planetă minoră (asteroid), cu un diametru de 2,629 km, din centura de asteroizi. A fost descoperită pe 19 iulie 2006 la Réiser⁠(d) de Matthew Dawson⁠(d). 
Obiectul prezintă o orbită caracterizată de o semiaxă mare de 2,6441719623733 UAi, o excentricitate de 0,27, o înclinație de 15,1 ° în raport cu ecliptica.